# Dai Vernon
David Frederick Wingfield Verner (1894-1992), més conegut amb el nom de Dai Vernon, va ser un il·lusionista canadenc. La seva tècnica impecable i el seu extens coneixement li van atorgar respecte per part de mags de tot el món, era considerat com El Professor. Va passar els seus últims anys al Castell Màgic.

## El Nom
Va començar a utilitzar el nom "Dai" després que un diari malescrigués "David", de fet, el diari feia servir el nom gal·lès per a "David" (ell estava feliç que la pronunciació fos Day o Die). Quan va marxar als Estats Units, el membre d'un equip de patinatge sobre gel era conegut com a "Vernon"; els americans contínuament s'equivocaven pensant que el cognom de Verner era igual al del popular jugador, el mag va optar per no corregir a la gent, i finalment va adoptar el nom de Dai Vernon.

## Orígens
Va néixer a Ottawa, Ontario (Canadà) l'11 de juny de 1894. Va aprendre el seu primer truc de mans del seu pare als set anys. Sovint explicava mentre feia un truc, que havia malgastat sis anys de la seva vida. De jove també era molt hàbil als esports, i va arribar a ser capità en un equip d'hoquei local. El seu pare era funcionari i mag aficionat. Va estudiar enginyeria mecànica però finalment va decidir dedicar la seva vida a la màgia i el 1913 es va traslladar a Nova York a buscar més oportunitats per a la seva activitat artística. A Nova York estant, va assistir a la Lliga d'Estudiants d'Art. Per a aconseguir diners es va dedicar a retallar siluetes de paper durant l'estiu a Coney Island, entre altres llocs; les venia a 50 centaus cada peça o 75 un parell.
Durant la I Guerra Mundial va ingressar a l'exèrcit, on va arribar al rang de tinent d'artilleria, i posteriorment es va enrolar a la força aèria canadenca. Va tornar a Nova York el 1917 després de desmobilitzar-se.

## Biografia
Degut a la seva habilitat extraordinària, Dai Vernon era anomenat afectuosament "El Professor". Harry Houdini (que en els seus inicis es feia dir "El rei de les cartes") deia que si veia un joc de cartes realitzat tres vegades seguides, seria capaç de desxifrar-ne el secret. Vernon va realitzar el truc de la carta ambiciosa a Houdini a Chicago: agafava la primera carta de la pila i, després de posar-la clarament a la segona posició, girava la primera carta, que resultava ser la mateixa que acabava de moure. Houdini va observar a Vernon fer el truc set vegades, insistint cada cop: "Torna-ho a repetir". Finalment la dona de Houdini i els amics de Vernon li van dir: "Accepta-ho Houdini, t'ha enganyat". Durant anys posteriors, Vernon feia servir el títol "L'home que va enganyar Houdini" als seus anuncis.
Va dedicar part de la seva vida a viatjar pels Estats Units buscant jocs de mans amb cartes. A l'obra Expert Card Technique, de Jean Hugard i Frederick Braue, el seu treball va ser menystingut, però en edicions posteriors es va incloure un capítol extra on es reconeixien les contribucions de Dai Vernon. De fet, gran part de les tècniques van ser descobertes per Vernon després d'anys de recerca.
Vernon va enamorar-se de la màgia, quan el seu pare el va portar a veure un espectacle de màgia. El primer llibre de màgia que va tenir, va ser una de les primeres edicions del que probablement és el llibre de cartes més famós: "The Expert at the Card Table", de S.W Erdnase. Quan tenia tretze anys ja havia memoritzat tots els continguts del llibre. Vernon va tenir una famosa trobada amb un altre mag jove de la seva ciutat, aquest li va demanar, "Quin tipus de màgia fas? Vernon va respondre-li dient que anomenés una carta qualsevol. Després va treure una baralla de la butxaca per mostrar que la primera carta era la que el jove mag havia dit, i va contestar: "Aquesta és la màgia que faig, quina fas tu?.
Va conèixer Jeanne Hayes, qui després seria la seva esposa, a Nova York, quan ella treballava amb Horace Goldin en l'acte de "partir una dona en dos". Es van casar el 5 de març del 1924 a Nova York. Per les mateixes dates va sortir a la venda el llibre de màgia: "Secrets"; contenia 25 efectes, compilats per Vernon. El llibre va ser un best-seller, però el seu autor n'havia venut els drets per només 20 dòlars. El primer fill del matrimoni va néixer el 27 de maig de 1927.
Vernon va fer casa seva el Cercle Màgic de Nova York, que era bàsicament la part del darrere d'una botiga antiga de màgia, i tenia potser, els millors i més famosos mags de les cartes del moment com a residents. Va ser aquí, on el 1930 Walter Scott (fins aleshores desconegut), va fer una demostració. Després de cobrir-se els ulls, un dels homes presents va barrejar i tallar una baralla, i la va entregar a Scott. Aquest va procedir a repartir cinc mans de pòquer, i la seva estava formada per quatre asos i un rei. Cap dels presents va veure com ho havia fet, guanyant-se així el malnom de "The Phantom of the Card Table". Molts van dir que les seves habilitats eren equiparables a les de Vernon; tot i així, Dai Vernon no hi era present la nit de la demostració. Més informació sobre aquest i altres mags es pot trobar al llibre The Phantoms of the Card Table: Confessions of a Card Sharp", de David Britland.
A començaments dels anys 30 hi va haver una sobreoferta d'artistes; en aquells dies, molts treballaven cobrant la meitat del que cobraven els mags professionals. Degut a això i a que econòmicament estava passant un mal moment, El Profesor va decidir tornar al seu antic ofici retallant siluetes. Durant aquell temps va poder dedicar el seu temps lliure a estudiar la màgia i desenvolupar noves idees, sense preocupar-se per buscar feina entre la competència.
A finals dels anys 30, Vernon va idear el seu número de l'arlequí, introduint música i ball al seu espectacle. Com a arlequí, realitzava una rutina en la qual transformava els seus guants en coloms, i una corda en una bola de billar. Feia aparèixer un con de cuir i realitzava un joc amb el con i la bola. Feia el seu joc d'unió dels anells, i acabava amb un efecte anomenat Neu a la Xina. El número era un èxit artístic, però no generava gaire benefici econòmic.
El 1941 la màgia li aportava molt pocs beneficis, i va entrar a treballar en una obra civil com a revisor d'eines. Un dia va patir un accident mentre intentava ajudar un company, es va fracturar els dos braços i 8 costelles. La recuperació va ser lenta i dolorosa i, des de llavors, el seu braç dret va quedar-se rígid.
El 1963 va anar a veure Jay Ose, visitant per primer cop el Magic Castle a Los Angeles, Califòrnia. Allà es convertiria en un mag notable, que va atraure il·lusionistes de tot el món que volien aprendre d'ell. Fins al punt que hi va esdevenir mag resident els seus 30 últims anys de vida. El 1990 es va retirar de la vida artística.
Dai Vernon va morir el 21 d'agost del 1992 a Ramona, comtat de San Diego, Califòrnia, als 98 anys. El seu cos va ser cremat i les cendres es conserven al Magic Castle.

## Aportacions al món màgic
Mentre va viure al Magic Castle, Vernon va instruir ñuna gran quantitat de mags, entre els quals Michael Ammar, Bruce Cervon, John Carney, Larry Jennings, Ricky Jay i David Roth.
El Professor va dedicar gran part de la seva carrera a dominar completament el que va ser el seu primer llibre de màgia, The Expert at the Card Table. L'autor del llibre, S.W. Erdnase, era totalment desconegut a l'època. Va ser Vernon qui el va donar a conèixer al món, quan mostrava els efectes que aprenia del llibre, i comentava als mags que li preguntaven sobre ells d'on els havia tret. Des de llavors, l'obra d'Erdnase és utilitzada àmpliament pels mags de tot el món. A més de donar a conèixer el llibre, va desenvolupar les seves pròpies teories a partir de l'obra original, amb les quals va crear els seus propis efectes.
Vernon va millorar nombrosos trucs d'altres mags durant la seva carrera, afegint o modificant detalls per a fer-los més potents. A més, la seva ment creativa és responsable de la invenció d'una gran quantitat de jocs i rutines clàssiques, adaptades per nombrosos mags de l'actualitat. Entre els seus jocs més coneguts es troba el seu efecte de Triomf.

## Publicacions
Dai Vernon no va publicar pràcticament res al llarg de la seva vida, llevat de petites obres on explicava alguns dels seus trucs de màgia. Tanmateix, sí que s'han publicat obres escrites per tercers sobre la seva màgia.
L'octubre de 1965 el periodista Richard Buffum, que era mag aficionat, va gravar una sèrie d'entrevistes amb Vernon, que juntes van ocupar prop d'11 quilòmetres de cinta. Aquestes entrevistes van aparèixer posteriorment al llibre Les Cròniques de Vernon - Dai Vernon, una vida Màgica, que va ser publicat el 1992 i editat per dos íntims amics de Vernon: Bruce Cervon i Keith Burns.
Lewis Ganson va publicar tres petits llibres sobre la cartomagia d'El Profesor: Inner Secrets of Card Magic (1959), More Inner Secrets of Card Magic (1960) i Further Inner Secrets of Card Magic (1961). Posteriorment es va publicar una compilació dels tres llibres en una sola obra, titulada Dai Vernon: Secretos de cartomagia en la seva traducció al castellà.

## Dai Vernon al cinema
El personatge del Professor (interpretat per Hal Holbrook) de la pel·lícula Shade està basat en Dai Vernon, i el personatge Vernon (Stuard Townsend) va ser nominat.